# Gauntlet: Seven Sorrows
Gauntlet: Seven Sorrows é um jogo eletrônico da série Gauntlet, sendo uma sequência do Gauntlet Dark Legacy, produzido e distribuído pela Midway Games e lançado em 12 de dezembro de 2005. O jogo é no estilo hack and slash e dungeon crawl com elementos de RPG com possibilidade jogo single player e multiplayer online e offline.
O jogo recebeu, em média, a pontuação de 59 em 100 para o PlayStation 2 e 61 em 100 para o Xbox.

## Características
O jogo permite ao jogador jogar com uma das quatro classes originais (bruxo, elfo, guerreiro e valquírias), cada um com características distintas de jogabilidade com possibilidade combos. Ao contrário dos jogos anteriores da série, não existe um hub central e não existem personagens adicionais a serem desbloqueados. O jogo começou a ser produzido por John Romero e Josh Sawyer, contudo, eles deixaram a empresa antes do desenvolvimento ser completado.